# Brand-Erbisdorf
Pour les articles homonymes, voir Brand.
Brand-Erbisdorf est une ville de Saxe (Allemagne), située dans l'arrondissement de Saxe centrale, dans le district de Chemnitz.

## Géographie
C'est une ville de montagne située dans le massif de l'Erzgebirge, à la confluence des rivières Striegis et Munzbach. Entourée de forêts, elle se trouve dans une région minière entre 390 et 591 m d'altitude.

## Histoire
La première mention de la ville remonte à 1209 sous le vocable de Erlwinesberg Erbisdorf et faisant partie de l'Abbaye d'Altzelle et son activité minière remonte au XIIIe siècle avec l'extraction d'argent. La dernière mine a fermé en 1963. L'exploitation forestière était importante pour le boisage des mines et la métallurgie afférente.

## Urbanisme
En 1993, l'ancienne commune de St. Michaelis et ses quartiers de Himmelsfürst et Linda furent incorporés. En 2002, l'ancienne commune de Langenau (qui de son côté absorbait les villages de Granitz et Oberreichenbach en 1970 et 1993) rejoignit Brand-Erbisdorf. 
En 2010, la ville comptait 10 544 habitants.

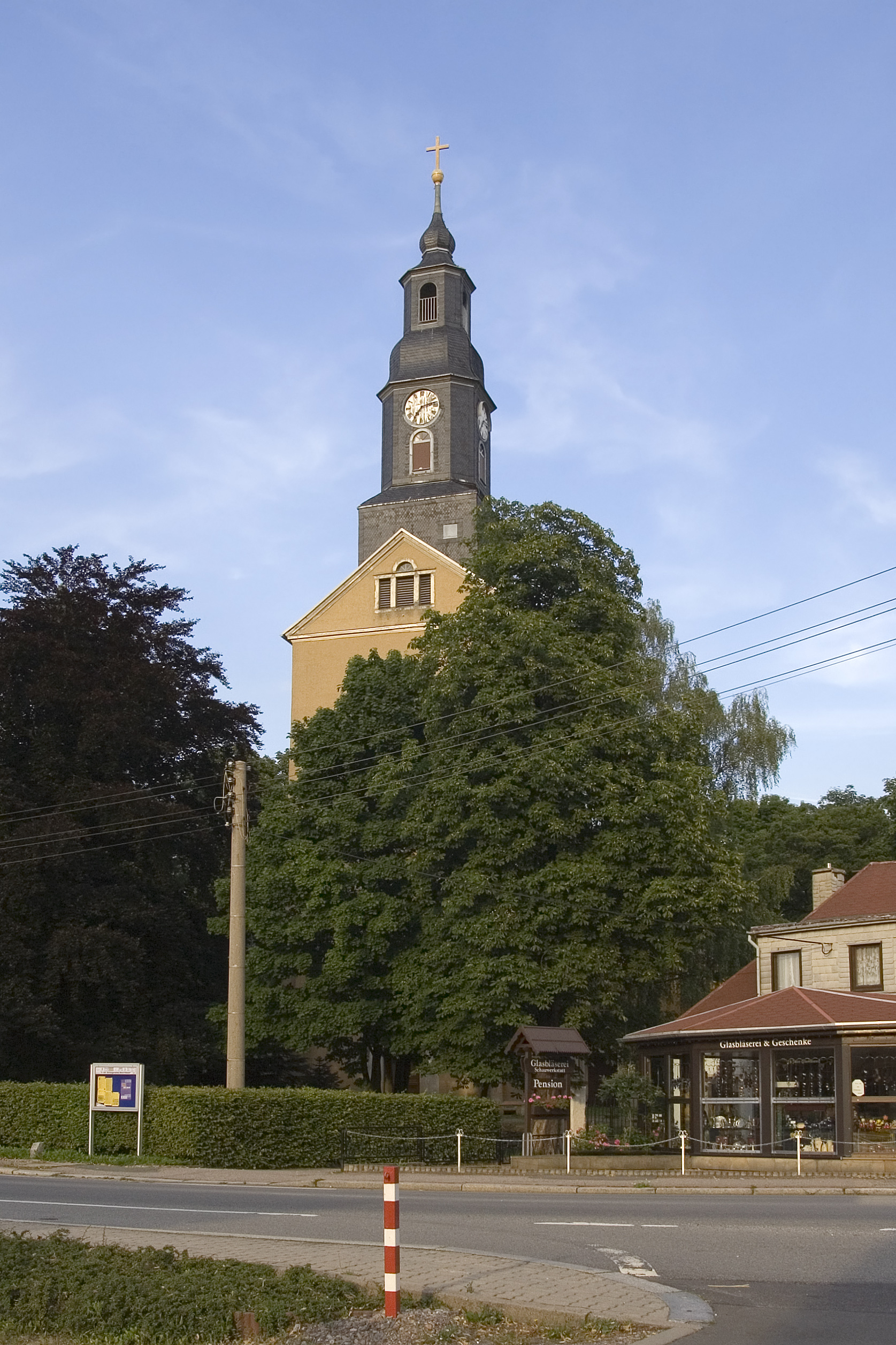
L'église.
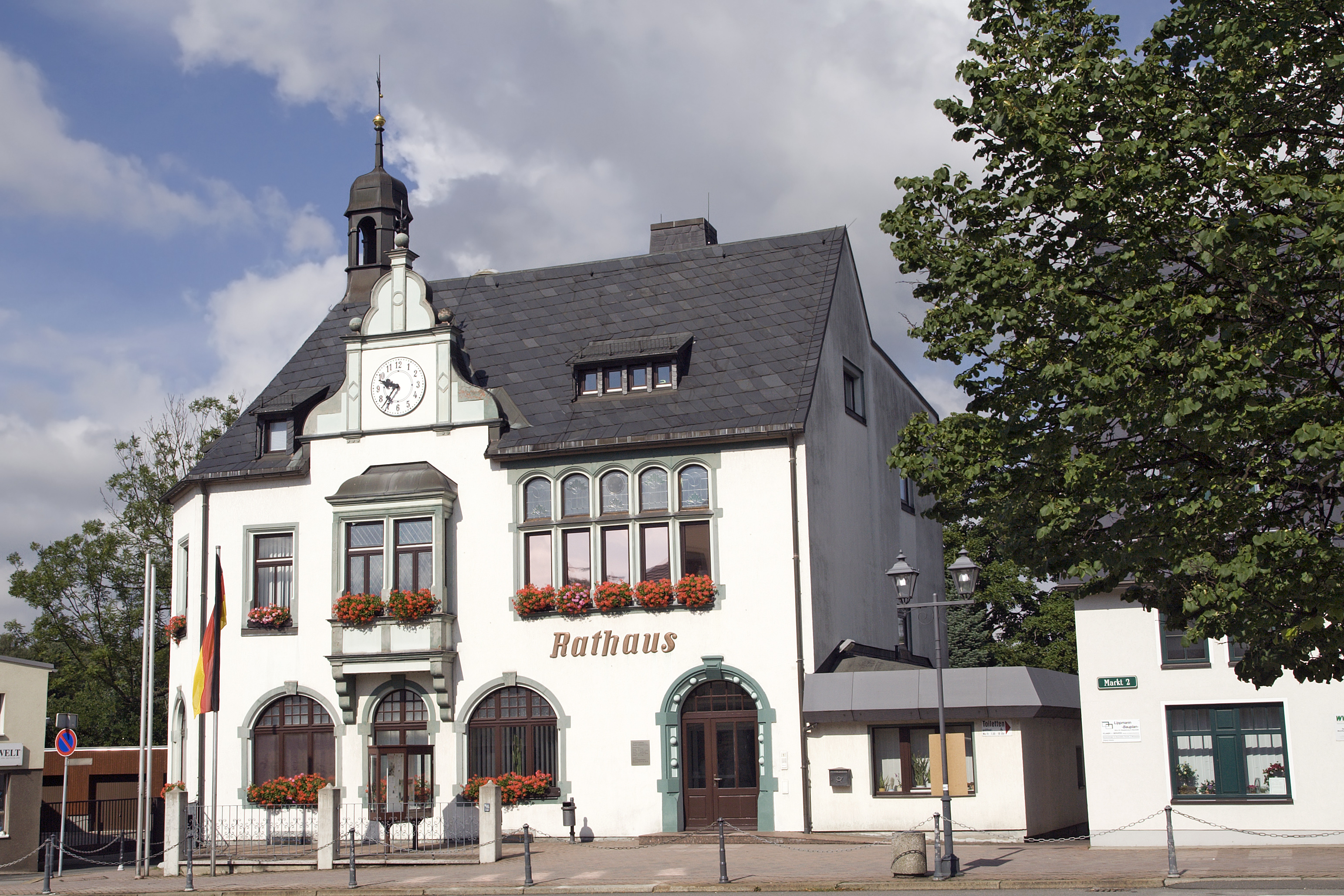
La mairie.

## Jumelages
La ville de Brand-Erbisdorf est jumelée avec :
- Dillingen an der Donau (Allemagne)
- Langenau (Allemagne)
- Jirkov (Tchéquie)
- Weyarn (Allemagne)